# Golam Kotor
Golam Kotor lub Siwrikaja (bułg. Голям Котор, Сиврикая) – szczyt masywu Witosza, w Bułgarii, o wysokości 2113 m n.p.m. 